# عباس الكاشاني
السيّد أبو مغيث الدين عباس  بن علي أكبر بن محمد مهدي الحسيني الكاشاني (1350هـ - 1431هـ ). هو رجل دين وفقيه عربي، وُلد في 17 ربيع الأول 1350هـ بمدينة كربلاء. تلقى تعليمه الديني في حوزتي كربلاء والنجف، حيث نال درجة الاجتهاد وتلقى العلوم على يد كبار العلماء مثل السيد علي القاضي الطباطبائي، والسيد محمد هادي الحسيني الميلاني، والسيد أبو القاسم الموسوي الخوئي. 

## ولادته
ولد السيد عباس الحسيني الكاشاني في السابع عشر من ربيع الأوّل 1350هـ بمدينة كربلاء، ونسبه يصل إلى عبد الله الباهر بن علي زين العابدين بن الحسين بن علي بن أبي طالب.

## دراسته
درس العلوم الدينية في حوزتي كربلاء والنجف حتّى نال درجة الاجتهاد.

## أساتذته
1. الشيخ محمد العثيان.
2. السيد علي القاضي الطباطبائي.
3. السيد محمد هادي الحسيني الميلاني.
4. السيد أبو القاسم الموسوي الخوئي.
5. السيد محمد هادي الحسيني الخراساني.

## المجازون منه بالرواية
1. السيد علي الموسوي الأسترآبادي
2. الشيخ محمد رضا خسروي
3. السيد علي العلوي
4. السيد قاسم الجلالي
5. الشيخ محمد حسين الأنصاري

## مؤلّفاته
- مصابيح الجنان
- المخازن
- الرضوان في تفسير القرآن
- معجم أعلام الشيعة
- عجائب المخلوقات
- منهاج الجنان
- الإسلام في أُصوله وفروعه
- شذرات من أُصول الإسلام
- أُصول الاجتهاد
- الجهاد في الإسلام
- الربا في الإسلام
- الخلافة في الإسلام
- المعاملات في الإسلام
- القصاص في الإسلام
- أنوار البدر فيما يتعلّق بليالي القدر
- الشجرة المباركة
- قبسات في أدب العرب
- قبسات في أدب الفرس
- الألفية في الفقه
- الألفية في النحو

## وفاته
تُوفّي في السادس من شعبان 1431هـ بمتشفى ولي عصر بقم، وصلّى على جثمانه المرجع الديني الشيخ حسين وحيد الخراساني، ودُفن بجوار مرقد فاطمة المعصومة في قم.